# الصرع عند الأطفال
الصرع هو الاضطراب العقلي لدى الأطفال الأكثر شيوعاً شيوعاً في الولايات المتحدة. تم تشخيص تقريباً 3 ملايين من الأشخاص بهذا المرض حيث أن450,000 منهم عمره تحت السابعة عشر ولحسن الحظ فإن ثلثي عدد الأطفال في سن المراهقة يمكنهم التغلب على الآثار الجانبية من خلال العلاج وخصوصاً النوبات. الصرع يؤثر على على جميع الاعمار بالنسبة للأطفال الذين يوجد لديهم مشكلة مختلفة ذلك يمكنه التأثير علة طفولة الشخص.
تُعرَّف النوبات بأنها «حدوث عابر للعلامات والأعراض بسبب النشاط العصبي غير الطبيعي أو المفرط أو المتزامن في المخ الذي يتميز بنشاط العضلات الهيكلية المفاجئ وغير الطوعي».الطبيب قد يُشخص الطفل غالباً بالصرع وايضاً يُعرف «باضطراب النوبات» إذا كان الطفل قد واجه أكثر من نوبة أو إذا شخص الطبيب بأن الطفل قد يواجه نوبة أخرى أو النوبات التي تواجه الطفل سببها حالة طبية أخرى وقد ينتهي اضطراب الصرع بعد فترة الطفولة، بعض أنواع الصرع ترتبط فقط بالظروف التي قد حدثت في مرحلة الطفولة لدى الشخص وبمجرد نمو الطفل وما يقارب 70٪ من الأطفال الذين يعانون من الصرع خلال طفولتهم في نهاية المطاف يتمكنون من التغلب عليه، وهناك ايضاً أنواع من النوبات مثل النوبة الحموية وهي التي تحدث لمرة واحدة أثناء الطفولة ولا تؤدي إلى صرع دائم.
صرع الأطفال يمكن أن يُسبب تغيرات في نمو الدماغ ولهذا السبب حالة الصرع لدى الأطفال تكون مختلفة ختلافًا كبيرًا عن الصرع لدى البالغين ويجب النظر إليه بشكل مختلف في معظم النواحي.
التشخيص
(ILAE)في عام 2014 الرابطة الدولية لمكافحة الصرع
اقترح فريق العمل التنفيذي تعريف للصرع ويقصد به مرض الدماغ الذي يكون ضمن أي من الحالات التالية:
1- حدوث نوبات بدون سبب صحي على الأقل مرتين خلال 24 ساعة.
2- -نوبة واحدة بدون سبب صحي واحتمالية 60٪على الأقل لحدوث نوبات أخرى مماثلة لخطر التكرار العام بعد نوبتين غير مبررتين وتحدث على مدى السنوات العشر القادمة.
3- تشخيص متلازمة الصرع.
بمجرد تشخص الشخص بمتلازمة الصرع يجب عليه الحصول على العلاج على الفور والذي غالباً يتضمن الأدوية. يمكن اعتبار التشخيص بمتلازمة الصرع حلاً في نهاية المطاف إذا لم يتعرض الشخص نوبة منذ أكثر من 10 سنوات ولم يستخدم أي أدوية مضادة للنوبات منذ خمس سنين والاعراض الأكثر شيوعاً لمتلازمة الصرع في الأطفال هي الحمى والتهابات جهاز العصبي المركزي أما الأعراض الأخرى يمكن أن تكون أسباب وراثية واضطرابات في عمليات الأيض ومشاكل في الجهاز العصبي المركزي وامتصاص الجسم لمواد سامة ونقص الصوديوم في الدم.
التعليم
الصرع قد يؤثر على تعليم الطفل؛ لأنه يؤدي إلى صعوبة في التعلم وانخفاض الدرجات في حين أن العديد من الأطفال قادرون على العمل في بيئة الفصل الطبيعي إلا أن الكثير منهم ينتهي بهم المطاف يدرسون في مدارس خاصة، وقد يضطر الطفل إلى تفويت الكثير من الحصص بسبب النوبات والتي بإمكانها التأثير على قدرة الطفل على حفظ المواد التعليمية.
يمكن أن يكون للنوبات الارتجاجية تأثيرًا خطيرًا على التعليم بسبب فقدان الذاكرة الذي تسببه والوقت اللازم للتعافي بعد التسبب في ضياع الوقت في المدرسة. ويمكن لنوبات الغياب الذهني (وهي نوبات سرحان ويكون المريض مسح في عالمه الخاص) أن تؤثر على تعليم الطفل بشكل سلبي جدا نظرًا لأنها أقل وضوحًا من النوبات الارتجاجية ويمكن أن تحدث عدة مرات خلال يوم واحد مما يؤدي إلى ضعف قدرة تعليم الطفل ثم انخفاض درجاته الدراسية وتؤدي هذه المساعدات التعليمية غالباً إلى دراسة الحالات العصبية والنتيجة تكون تشخيص هذا النوع الفرعي من النوبات.
قد يبدو أن الأطفال يحلمون أحلام يقظة خلال الفصول ولكنهم في الواقع يعانون من نوبات غيابية لا يمكن السيطرة عليها وبمجرد بدء العلاج غالباً ما يبدي هؤلاء الأطفال اهتمامًا بدراستهم وتحسن درجاتهم. عندما يتم التحكم في النوبات عن طريق الدواء يكون للعديد من مضادات النوبات آثار جانبية تشمل النعاس وبالتالي يؤثر العلاج على تعليم الطفل أيضًا على تعليم الطفل.
الناحية الاجتماعية
من الصعب للغاية على الطفل أن يكافح خلال مرض الصرع لأنه لا يمكن أن يعيش نفس الحياة المريحة التي قد يشاهد أصدقائه يعيشونها ولكن هذا لا يعني أن حال حياته أقل من ذلك، مرض متلازمة الصرع لا يُعتبر قاتلا أو يُنهي حياة الطفل لكن يجب أن يكون الطفل المُصاب بالصرع أكثر حذراً من محيطه في جميع الأوقات بالإضافة إلى الانتباه لصحته الجسدية. قد تقف وصمة العار الاجتماعية للصرع في طريقه؛ لأن الطفل أكثر عرضة للتنمر. ولكن كما يمكن للمرء أن يتخيل عندما يتعلم الطفل التصرف مع مرضه بالصرع، تصبح الحياة طبيعية أكثر بالنسبة له وللآخرين في النهاية. يقوم آباء الكثير من الأطفال المصابين بالصرع بحماية مفرطة وبذلك يفرضون قيودًا عليهم باسم الأمان ويتطلبون إشرافًا من البالغين أكثر من الأطفال الآخرين وعدم السماح لهم بالمشاركة في أنشطة معينة طبيعية للمرحلة العمرية مثل الرياضة. إنه موضوع صعب إذا كان الطفل الذي يعاني من نوبات متكررة يحتاج إلى حماية أو قيود إضافية، أو إذا كانت الفوائد التي سيواجهها الطفل تفوق الخسائر.
اللغة
في حالات الصرع المزمن عند الأطفال غالبًا ما يكون هناك ارتباط بالمهارات اللغوية المنخفضة. مناطق اللغة في الدماغ هي منطقة بروكا ومنطقة فيرنيكه.
اللغة في الواقع معقدة كثيراً وتشمل العديد من المناطق الأخرى، وقد تظهر حالات العجز في اللغة مع مجموعة واسعة من الأعراض تتراوح بين ظهور أنماط غريبة للتحدث إلى فقدان القدرة على التحدث ولسوء الحظ لا يوجد قدر كبير من البيانات التي توزع كيف ستؤثر نوبات الصرع على التحدث إلى نتيجة العجز اللغوي، لا يمكن إنكار وجود علاقة بين نشاط الصرع ومشاكل اللغة لكن الآليات المعنية لم تنحل بعد.
قد يتسبب الصرع في الدماغ بتغيير المناطق اللغوية هيكلياً مما يؤدي إلى صعوبات في النمو. في المقابل قد يواجه الطفل مشكلة في اكتساب مهارات التواصل بمعدل طبيعي. قد يتم حل هذا التأخير في بعض الأطفال عن طريق آليات تعويضية أو تخفيفه عن طريق الأدوية والعلاج ولكن في بعض الأطفال الذين يعانون من الصرع المستمر قد يبقى التأخير أو يزداد سوءًا مع تقدمهم في السن.
في حالة صرع الفص الصدغي أظهرت الدراسات أن هناك تنازلاً هيكلياً في مسارات الليفية المرتبطة بالذاكرة واللغة مما يوفر تفسير الضعف في المرضى الذين يعانون من الصرع. يتم تقييم القدرات اللغوية في حالات الصرع عند الأطفال باستخدام التحفيز الكهربائي للدماغ للتخطيط اللغة الكهربائي والتصوير بالرنين المغناطيسي الوظيفي واختبار وادا ومخطط مغناطيسية الدماغ. التصوير بالرنين المغناطيسي الوظيفي قد قدم إستراتيجية واعدة لتحديد أنماط تنشيط اللغة بالإضافة إلى أنماط الترقيم ومن المهم تحديد المناطق اللغوية المعنية بالصرع قبل الاستئصال الجراحي وخصوصاً صرع الفص الصدغي من أجل الحد من خطر العجز اللغوي بعد الجراحة لكن حالياً تخطيط التحفيز الكهربائي للدماغ هو المعيار للرعاية في تحديد مناطق ارتكاز النوبات عند حدوثها والتخطيط قبل الجراحة.
العديد من مرضى الصرع من الأطفال والبالغين يطورون لغة غير نمطية بسبب إعادة تنظيم الاعصاب في دماغ المُصاب بالصرع، كانت هناك حالات موثّقة لإعادة تنظيم مناطق اللغات بين طبقات المخ وداخله.
قد تشارك عدة عوامل في مدى حدوث إعادة التنظيم.
«الجدول 1: المتغيرات المرتبطة بإعادة التنظيم بين نصفي المخ التي وُجدت في دراسات التصوير بالرنين المغناطيسي الوظيفي وتخطيط التحفيز الكهربائي للدماغ»
| المتغير                                    | التأثير على تنظيم اللغة | بين نصفي المخ/داخل المخ/كلاهما |
| حدوث نوبات في سن مبكر                      | نعم                     | كلاهما                         |
| تركيز النوبة على الجانب الأيسر             | نعم                     | كلاهما                         |
| الجانب الايسر                              | نعم                     | كلاهما                         |
| خلل التنسج القشري (مقابل الأورام المنفصلة) | نعم                     | داخل المخ                      |
| انخفاض درجات الذكاء                        | نعم                     | داخل المخ                      |
| الجنس                                      | لا                      |                                |
| العمر للتخطيط الدماغي                      | لا                      |                                |
| العلاج بالأدوية المضادة للصرع              | لا                      |                                |
| موقع المنطقة النشبية                       | لا                      |                                |
| مدة الصرع                                  | لا                      |                                |
| تكرار النوبة                               | لا                      |                                |
| أنماط انتشار النوبة                        | لا                      |                                |

قد تتأثر مسببات اضطراب الصرع على اللغة من خلال موقع نشاط الصرع وشدة ومدة الارسالات العصبية ومتى بدأت النوبة وطريقة العلاج ومناطق الاستئصال الجراحي. في بعض الحالات، وقد يكون ضعف اللغة أول سبب لنشاط الصرع في دماغ الأطفال وأظهرت دراسة أُجريت في جامعة غوتنبرغ أن ضعف اللغة يكون أكثر شيوعًا في الأطفال الذين يعانون من الصرع في نشاط الدماغ أكثر من الأطفال الذين لا يعانون منه قاموا بالتحقيق فيما إذا كان نشاط الصرع هو سبب العجز اللغوي أو ما إذا كانت هناك عوامل أخرى، ولقد وجدوا أكثر المشاكل  في اللغة تكون لدى الأطفال الذين يعانون من اختلال في الجانب الأيسر من الدماغ وهو الجانب الذي يتحكم في القدرات اللغوية ويشير هذا على الأرجح إلى أن نشاط الصرع يؤدي إلى صعوبات لغوية ويشير إلى أنه ينبغي النظر في تقييمات الصرع عند الأطفال الذين يعانون من مشاكل لغوية غير معروفة.
الأسباب
تختلف أسباب الصرع في مرحلة الطفولة ولكن معظم الحالات تكون بسبب غير معروف.
1 - غير معروف السبب بنسبة 67.6%
2 – سبب وراثي بنسبة 20%
3 - صدمة بنسبة 4.7%
4- عدوى أو إصابة بنسبة 4%
5 – جلطة بنسبة 1.5%
6 - ورم بنسبة 1.5%
7 – آكل الاعصاب بنسبة 7%
العلاج
تم علاج معظم الأطفال الذين يصابون بالصرع بشكل تقليدي بمضادات النوبات. يمكن للأدوية التحكم بشكل كامل بالنوبات تقريباً بنسبة 70 ٪ من حالات الصرع في مرحلة الطفولة لكن لسوء الحظ تحتوي الأدوية على كثير من الآثار الجانبية التي تكون بسبب الانزعاج الخفيف إلى الضعف الإدراكي الرئيسي وغالباً يتم تخفيف الآثار الجانبية على الجانب الادراكي بعد تقليل الجرعة أو توقف الدواء.
معالجة طفل ليس بالأمر السهل دائمًا، يتم صنع العديد من الأقراص فقط ليتم بلعها وهو امر صعب على طفل أما بالنسبة لبعض الادوية توجد أنواع قابلة للمضغ يستخدم النظام الغذائي الكيتون لعلاج الأطفال الذين لم ينجحوا باستجابة العلاجات الأخرى وهذا النظام الغذائي منخفض الكربوهيدرات وهو ما يكفي من البروتين وغني بالدهون، لقد أثبت نجاحه في ثلثي حالات الصرع. يتم علاج الصرع شديد في بعض الحالات باستئصال نصف الكرة المخية وهو إجراء عملية جراحية جذرية يتم فيه إزالة جزء أو كل واحد من نصفي الكرة المخية.